# Relaciones Estados Unidos-Cuba
Las relaciones diplomáticas entre Cuba y Estados Unidos han estado influidas por mutuo interés, especialmente desde antes de la independencia. Los planes para comprar la isla fueron puestos de manifiesto por parte de los Estados Unidos en varias ocasiones. Mientras disminuía la influencia española en el Caribe, los Estados Unidos ganaron progresivamente una posición de dominación política y económica sobre la isla, con un importante peso de la inversión extranjera, y la mayor parte de las importaciones y exportaciones, así como una fuerte influencia política.
Tras el cambio de Gobierno en Cuba de 1959, Estados Unidos reconoció inicialmente al nuevo gobierno pero pronto las relaciones se deterioraron sustancialmente, y han estado marcadas desde entonces por la tensión y la confrontación. No fue hasta 2015 que se restablecieron relaciones diplomáticas formales entre ambos países con la reapertura de embajadas en sendas capitales. Estados Unidos ha mantenido un embargo por el que resultan ilegales las relaciones comerciales de empresas estadounidenses con Cuba. Antes de 2015 la representación diplomática de los Estados Unidos en Cuba la ejercía informalmente la Oficina de Intereses de Estados Unidos en La Habana, de forma similar a como hacía Cuba en Washington; ambas eran, oficialmente, parte de las respectivas Embajadas de Suiza en ambos países.
Por otra parte, Estados Unidos sigue poseyendo la Base Aeronaval de la Bahía de Guantánamo, que limita con la provincia cubana homónima, al sur del país caribeño, punto de tensión entre ambos países desde la independencia cubana en 1902. Cuba sigue reclamando activamente desde entonces su transferencia.
El 17 de diciembre de 2014 ambas naciones acordaron restablecer relaciones diplomáticas y avanzar en un proceso de normalización de la relación bilateral entre estos países siendo este un hecho histórico ya que marca una nueva era de amistad entre Cuba y los Estados Unidos luego de más de medio siglo de relaciones conflictivas.
El 1 de julio de 2015 representantes de ambos gobiernos intercambiaron cartas de sus presidentes en las que afirman que han decidido restablecer relaciones diplomáticas y abrir embajadas en los respectivos países a partir del 20 de julio de 2015. Asimismo ambos mandatarios expresaron su apego a los principios y propósitos consagrados en la Carta de las Naciones Unidas y el Derecho Internacional y en conformidad con el espíritu y las normas establecidas en la Convención de Viena sobre Relaciones Diplomáticas de 1961 y en la Convención de Viena sobre Relaciones Consulares de 1963, de las cuales ambos países son estados parte. 

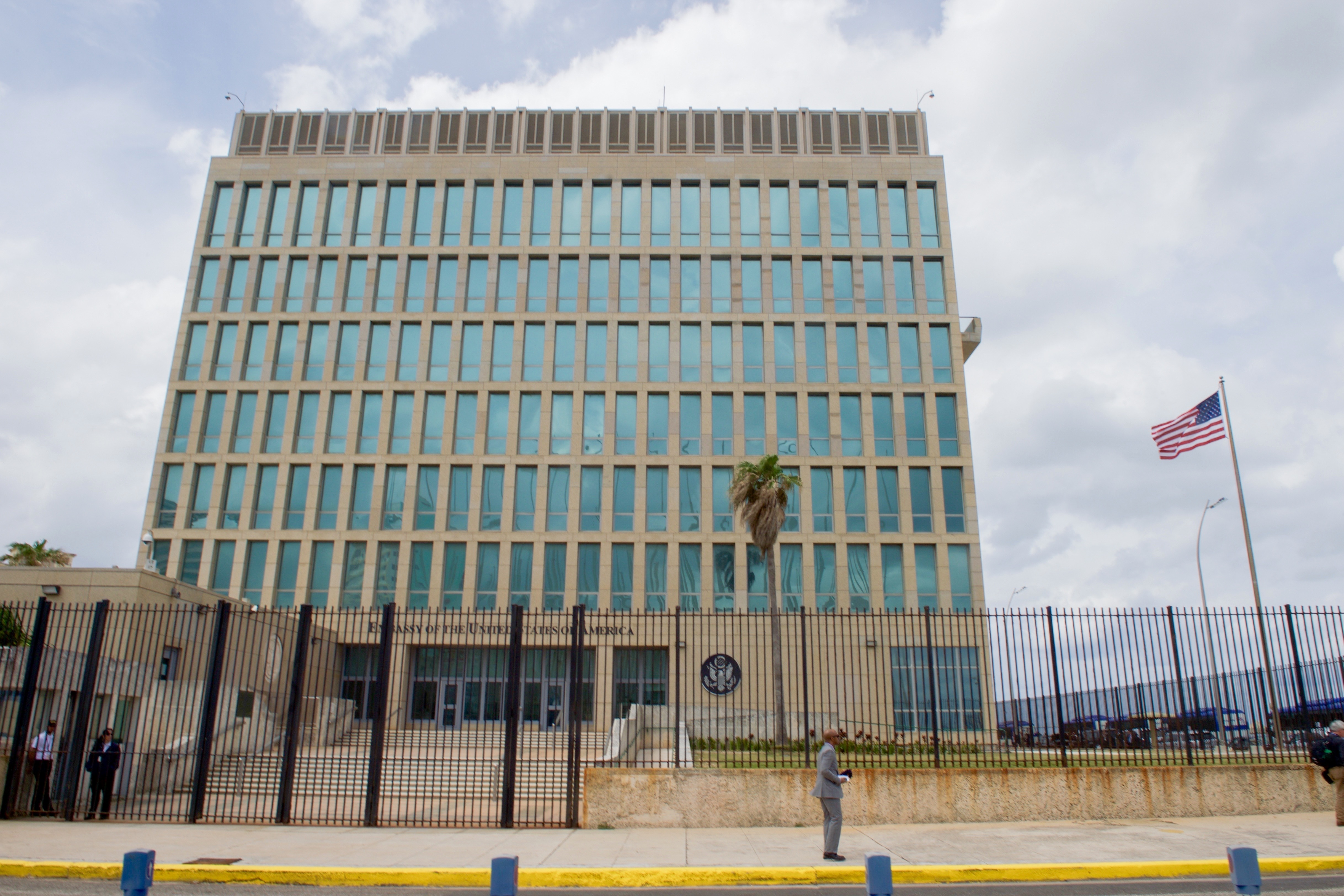
Embajada de los Estados Unidos en La Habana.

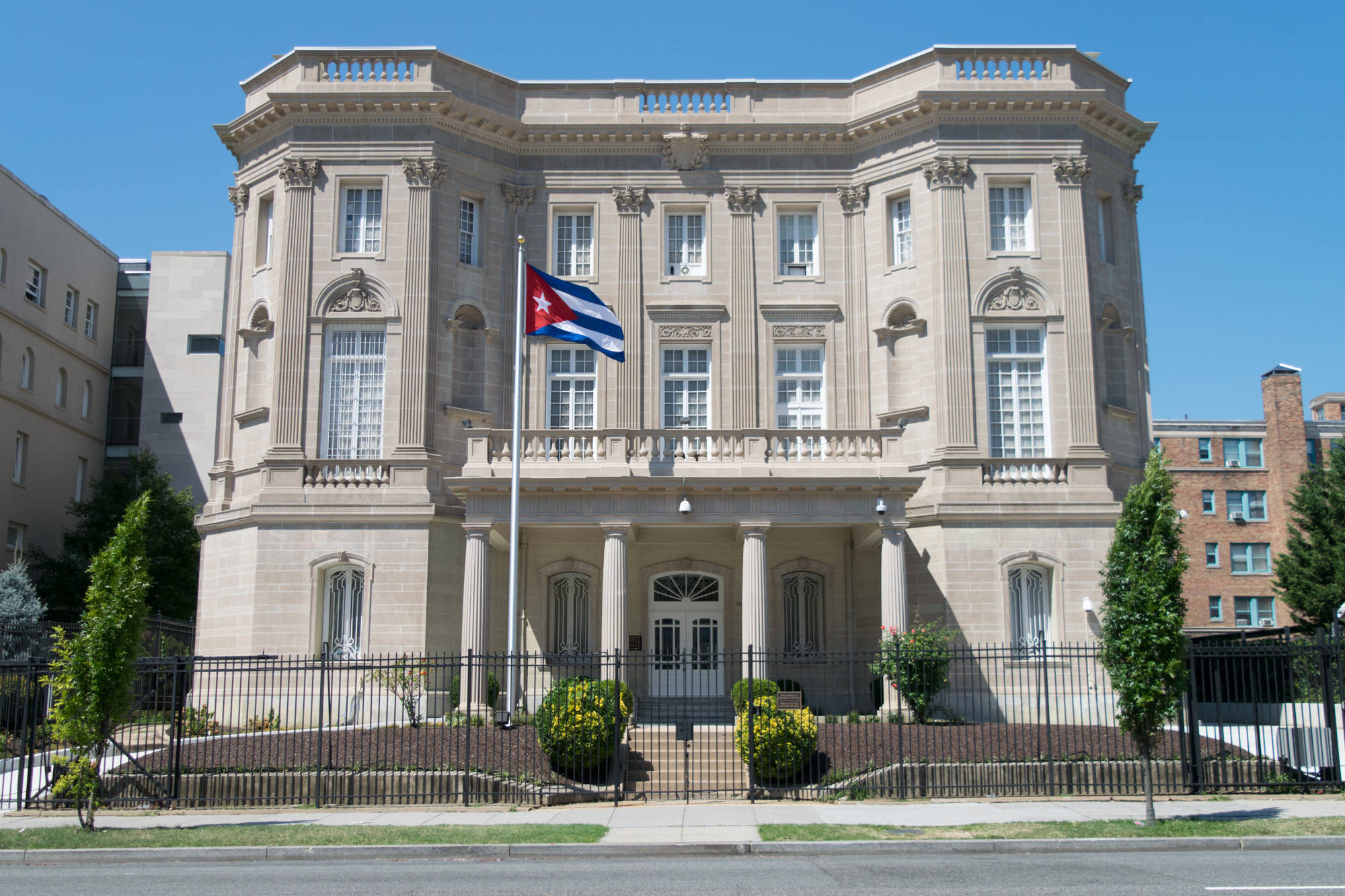
Embajada de Cuba en Washington.

## Trasfondo histórico

### Primeras relaciones

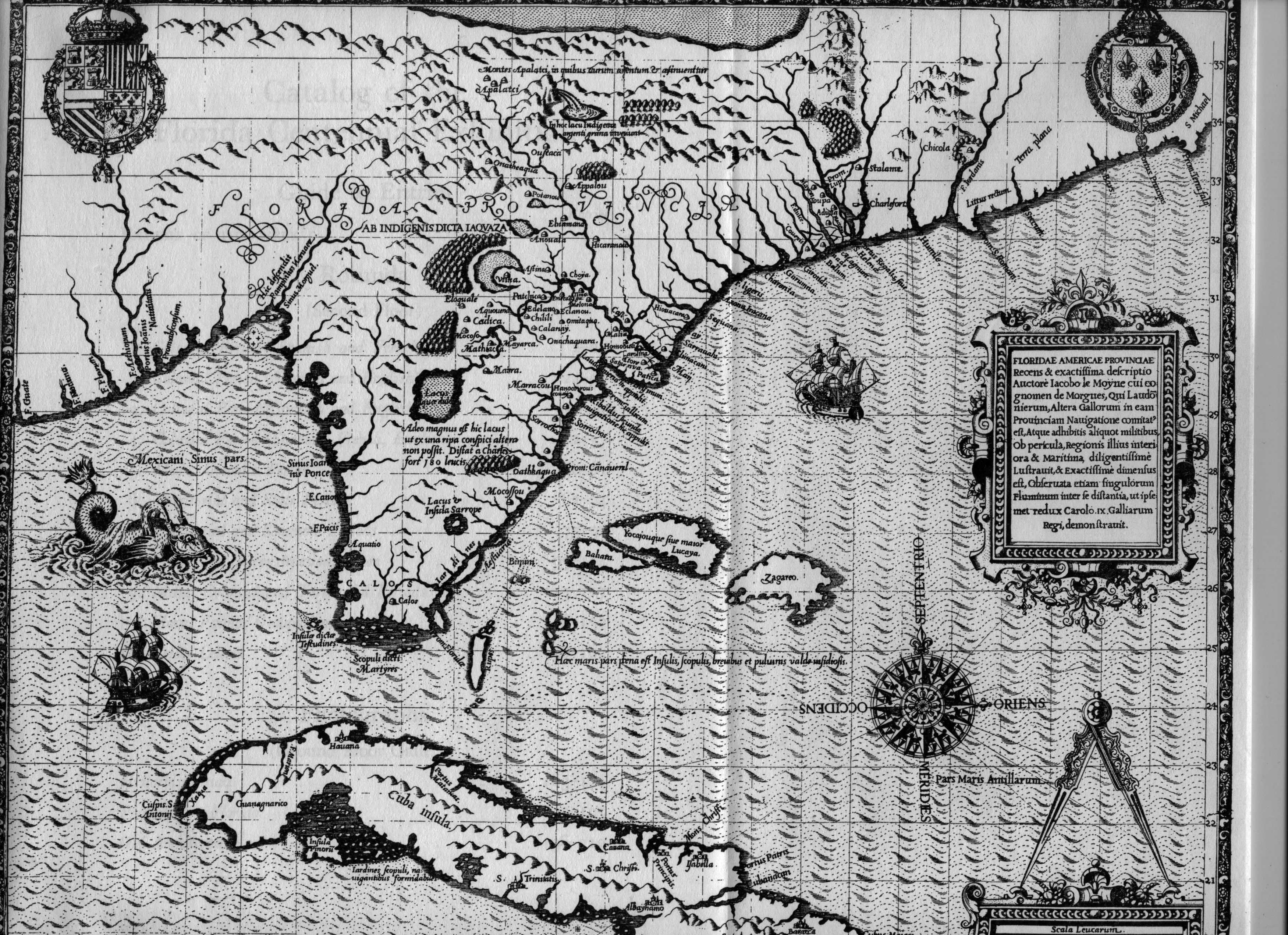
Detalle de un mapa de 1591 de Florida y Cuba.

Las relaciones entre el subcontinente norteamericano y la colonia española de Cuba empezaron a comienzos del siglo XVIII mediante contactos comerciales ilegales entre las colonias europeas del "Nuevo Mundo", tratando de eludir los impuestos coloniales. A medida que el comercio legal e ilegal se incrementaba, la isla de Cuba se convirtió en uno de los puntos relativamente más próspero de la región, y un importante centro de producción de tabaco y azúcar. Durante este periodo se incrementó el flujo mercantil de Cuba a los puertos de América del Norte, estableciéndose acuerdos comerciales que duraron varios años.
La rebelión de trece colonias británicas en América de 1776 aumentó las posibilidades de establecer lazos comerciales entre Cuba y el resto de América del Norte. España autorizó con restricciones el comercio internacional de la isla de Cuba de forma oficial en 1776 y la isla aumentó desde entonces su dependencia de esas relaciones económicas.

Tras la apertura de la isla al comercio mundial en 1818, los acuerdos cubano-estadounidenses remplazaron a las conexiones comerciales con España. En 1820, el expresidente estadounidense, Thomas Jefferson, afirmó que Cuba era "la adición más interesante que se podía hacer a nuestro sistema de Estados" y le dijo al ministro de Guerra estadounidense, John C. Calhoun, que debía "a la primera oportunidad, tomar Cuba". 

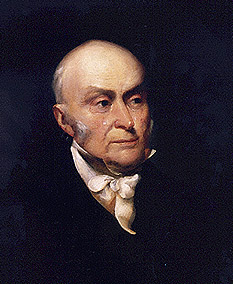
John Quincy Adams, quien fuera ministro de Política Extranjera de Estados Unidos, comparó Cuba con una manzana que, de separarse de España, gravitaría hacia los Estados Unidos

En una carta al embajador de Estados Unidos en España, Hugh Nelson, el ministro de Política Extranjera estadounidense, John Quincy Adams, describía las probabilidades de que los Estados Unidos "se anexionasen Cuba" en medio siglo a pesar de los obstáculos: "Pero hay leyes políticas como ocurre con la de la gravitación física; y si una manzana separada de su árbol original por la tempestad no puede elegir sino bajar a la tierra, Cuba, separada fuertemente de su propia conexión artificial con España, y carente de ayuda propia, puede gravitar solamente hacia la unión norteamericana, que por la misma ley de la naturaleza no puede echarla de su pecho, dando origen a la denominada Política de la Fruta madura." En 1854, una oferta secreta conocida como el Manifiesto de Ostende fue ideada por los diplomáticos de EE. UU. para adquirir Cuba de España por 130 millones de dólares. El manifiesto fue rechazado debido a las objeciones de los promotores de la abolición de la esclavitud cuando los planes salieron a la luz pública.
Antes de 1877, los Estados Unidos acaparaban el 82 por ciento de las exportaciones totales de Cuba, y desde su posición de monopsonio, podían controlar el nivel de los precios y, por tanto, el de la producción directamente. Fue durante este período que el viajero inglés Anthony Trollope observó que "el comercio del país está cayendo en las manos de extranjeros, La Habana pronto será tan estadounidense como Nueva Orleans". Cada vez eran más los estadounidenses que residían en la isla, y algunos barrios en la orilla norte tenían más características de un asentamiento estadounidense que de uno español. Entre 1878 y 1898 muchos inversionistas de EE. UU. aprovecharon las condiciones económicas cubanas, deterioradas a causa de la guerra de los Diez Años, que permitían adquirir propiedades a muy bajo precio. Esta presencia facilitó especialmente la integración de la economía cubana en el sistema estadounidense y el debilitamiento de los lazos entre Cuba y España.

### Inicio de la República
Mientras que la resistencia cubana al control español creció, los rebeldes que luchaban por la independencia intentaron conseguir la ayuda del presidente estadounidense, Ulysses S. Grant. Grant se negó, y la resistencia siguió su curso sin apoyo del exterior; no obstante, los intereses estadounidenses en la región permanecían. El ministro de Exteriores estadounidense, James G. Blaine, escribió en 1881 sobre Cuba: "la rica isla, la llave al golfo de México, y el campo para extender nuestro comercio por el hemisferio occidental, es, aunque en las manos de España, una parte del sistema comercial estadounidense… Si dejase de ser española, Cuba debe necesariamente volverse estadounidense y no caer necesariamente bajo cualquier otra dominación europea".
Tras algunos éxitos rebeldes en la segunda guerra de la independencia de Cuba en 1897, el presidente estadounidense William McKinley intentó comprar Cuba por 300 millones de dólares. La oferta fue rechazada y McKinley envió el USS Maine para proteger los intereses y ciudadanos norteamericanos residentes en la isla. La explosión que hundió el acorazado en el puerto de La Habana provocaría la Guerra hispano-cubano-estadounidense. En Cuba la guerra fue conocida como "la intervención de EE.UU. en la Guerra Cubana de Independencia". En la batalla naval de Santiago de Cuba, donde se obtuvo la victoria por superioridad numérica gracias al ejército estadounidense, el general Calixto García se dirigió a la ciudad para tomar posesión de la misma, pero los norteamericanos no dejaron entrar al ejército Libertador bajo el pretexto de que la vida de los soldados españoles hechos prisioneros peligraba en manos de los cubanos. El 10 de diciembre de 1898 España y los Estados Unidos firmaron el Tratado de París con el cual España renunció a todos sus derechos sobre Cuba. El tratado ponía fin al Imperio español en ultramar y marcaba el principio de la expansión de Estados Unidos y de la dominación política a largo plazo sobre la región. Inmediatamente después de la firma del tratado, se creó la "Island of Cuba Real Estate Company" para vender las tierras cubanas a los estadounidenses. El control militar de los EE. UU. sobre la isla se mantuvo hasta 1902, cuando finalmente se retiraron las tropas no sin antes imponer un documento que representara el control de la potencia Norteamericana en la isla: la Enmienda Platt.

### Relaciones entre 1900 y 1959

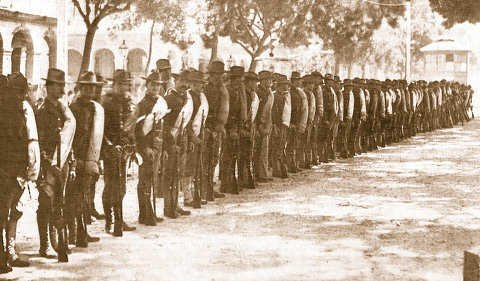
La 50.ª de Infantería de los Estados Unidos - Las tropas de ocupación en La Habana.(Imagen de "Our Islands and Their People" 1898, de Centennial web site reproducida por Lincoln Cushing.)

Una de las condiciones convenidas entre Cuba y los Estados Unidos para asegurar el retiro de las tropas estadounidenses de la isla era la adopción por Cuba de la Enmienda Platt. La enmienda era un anexo añadido al Acta de Apropiación del Ejército, una ley federal de Estados Unidos aprobada en marzo de 1901 que fue presentada al senado de los EE. UU. por el senador republicano Orville H. Platt de Connecticut. La Enmienda Platt estipulaba que los Estados Unidos podrían ejercer el derecho de intervención en asuntos políticos, económicos y militares cubanos en caso de necesidad, y sustituyó la Enmienda Teller, menos explícita. Definía los términos de las relaciones cubano-estadounidenses para los siguientes 33 años, y era rechazada por la mayoría de los cubanos. Otra consecuencia de la enmienda supuso el uso prolongado por parte de Estados Unidos de la porción meridional de la bahía de Guantánamo, donde una base naval de los Estados Unidos había sido establecida en 1898. El arriendo de la bahía fue confirmado por el Tratado cubano-estadounidense que fue firmado por los presidentes de ambas naciones en febrero de 1903.

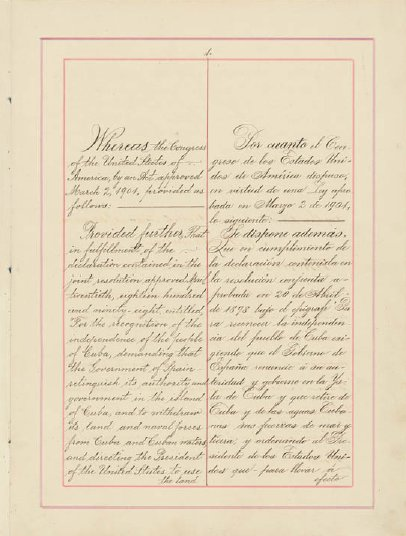
Primera página de la Enmienda Platt

A pesar del reconocimiento de la transición de Cuba en una república independiente, el gobernador Charles Magoon de Estados Unidos asumió el control militar temporal tres años más tras una rebelión dirigida por José Miguel Gómez. En 1912 las fuerzas de EE. UU. volvieron otra vez a Cuba para calmar protestas de afrocubanos contra la discriminación racial. Sobre 1926 las compañías de los EE. UU. poseían el 60% de la industria azucarera cubana e importaba el 95% de la cosecha cubana total, y Washington apoyaba generalmente a los gobiernos cubanos sucesivos. Apoyaban la candidatura de Mario García Menocal  como presidente en 1913 y 1917. Sin embargo, la aprobación de la Revenue Act 1913  supuso un revés a la exportación del tabaco, como declaró el presidente de la Unión de Fabricantes de Tabaco de Cuba Theodore Garbade. Las confrontaciones internas entre el gobierno de Gerardo Machado y sus opositores políticos llevaron a un derrocamiento militar de los rebeldes cubanos en 1933. El embajador estadounidense Sumner Welles solicitó la intervención de las tropas de EE. UU. al presidente Roosevelt, a pesar de su promoción de la Política de Buena Vecindad hacia América Latina, envió 29 buques de guerra y a Cayo Hueso, puso en estado de alerta a los Marines, así como bombarderos por si era necesario. El sucesor de Machado, Ramón Grau San Martín asumió la presidencia y anuló inmediatamente la Enmienda Platt. En protesta, los Estados Unidos negaron el reconocimiento al gobierno de Ramón Grau San Martín, que el embajador Welles describía como "comunista" e "irresponsable".
El ascenso del general Fulgencio Batista en los años 1930 al liderazgo y la presidencia de facto durante dos legislaturas (1940-44 y 1952-59) produjo una época de cooperación cercana entre los gobiernos de Cuba y los Estados Unidos. El segundo mandato como presidente de Batista fue iniciado por un golpe de Estado militar planeado en Florida, y el presidente estadounidense Harry Truman pronto reconoció la vuelta de Batista al poder con ayuda militar y económica. La época de Batista atestiguó la dominación casi completa de la economía de Cuba por los Estados Unidos a medida que el número de corporaciones estadounidenses continuaba aumentando, aunque la corrupción era abundante y La Habana también se convirtió en un santuario para las figuras estadounidenses del crimen organizado, recibió la Conferencia de La Habana en 1946. El embajador de Estados Unidos en Cuba, Arthur Gardner, describiría más tarde la relación entre los EE. UU. y Batista durante su segundo mandato como presidente:

Batista se había inclinado siempre hacia los Estados Unidos. No creo que hayamos tenido un amigo mejor. Era lamentable que, como todos los sudamericanos, sabía cómo -aunque no tenía ningún conocimiento sobre esto- coger un pedazo, creo que es la expresión, de casi todas las cosas que se hacían. Pero, por otra parte, hizo un magnífico trabajo

Tras el inicio del conflicto armado en Cuba entre los rebeldes dirigidos por Fidel Castro y el gobierno de Batista, los EE. UU. fueron instalados a terminar la venta de armas a Batista por el presidente entrante Manuel Urrutia. Washington hizo el movimiento crítico de impedir en marzo de 1958 ventas de rifles a las fuerzas de Batista, cambiando así el curso de la revolución irreversible en favor de los rebeldes. El cambio fue impetuosamente enfrentado por el embajador de EE. UU. Earl T. Smith, y llevó al asesor del Departamento de Estado de los Estados Unidos William Wieland a lamentar:
"sé que muchos consideran a Batista como un hijo de puta… solamente los intereses estadounidenses son prioritarios… por lo menos era nuestro hijo de puta."
El 26 de junio de 1958, los rebeldes de Raúl Castro secuestraron a 10 estadounidenses y 2 canadienses de la Moa Bay Mining Company en la costa norte de la provincia de Oriente. Al día siguiente, los insurgentes tomaron como rehenes a 24 militares estadounidenses que estaban de permiso en la Base Naval de la Bahía de Guantánamo. Este incidente tomó como rehenes a 36 (34 estadounidenses y 2 ciudadanos canadienses). El embajador estadounidense Earl T. Smith y su equipo determinaron que los secuestros tenían los siguientes objetivos: ganar publicidad mundial, restaurar el prestigio del M-26-7 perdido por el fracaso de los ataques, obligar a la fuerza aérea de Fulgencio Batista a dejar de bombardear a los rebeldes, y obtener el reconocimiento público de los Estados Unidos.

### Relaciones tras el triunfo de la revolución
El presidente de los Estados Unidos Dwight D. Eisenhower reconoció oficialmente el nuevo gobierno cubano después del derrocamiento de Fulgencio Batista, pero las relaciones diplomáticas se fueron deteriorando rápidamente. En aquellos días el embajador estadounidense Earl T. Smith fue remplazado por Philip Bonsal. El Gobierno de los Estados Unidos estaba cada vez más preocupado por la reforma agraria y la confiscación de empresas de propiedad estadounidense. El gobierno estadounidense criticó el accionar del gobierno en la masacre de la Loma de San Juan, en respuesta Fidel Castro declaró:
"Si a los estadounidenses no les gusta lo que está sucediendo, pueden enviar a los marines; entonces habrá 200.000 gringos muertos. Haremos trincheras en las calles”.
Entre el 15 y el 26 de abril de 1959, Castro y una delegación de representantes visitaron los EE. UU. como invitados de la Asociación de la Prensa, donde declaró, sin titubeos, que no era comunista, como lo había declarado el día 13 de enero de 1959 en una entrevista que le hicieran en el Club de Leones de La Habana y el 15 de enero en el Club Rotario y ante las cámaras en más de una ocasión. Esta visita fue percibida por muchos como una ofensa por parte de Castro y su recién instaurado gobierno, además de que su visita incluyó presentar una corona de flores en el monumento a Lincoln. Tras una reunión entre Castro y el vicepresidente Richard Nixon, donde Castro comentó sus planes de reforma para Cuba. Los EE. UU. comenzaron a imponer gradualmente restricciones comerciales sobre la isla. El 4 de septiembre de 1959, el embajador Bonsal satisfizo con primer ministro cubano Fidel Castro para expresar la "seria preocupación por el tratamiento que se había dado a los intereses privados estadounidenses, tanto en la agricultura como en las empresas."

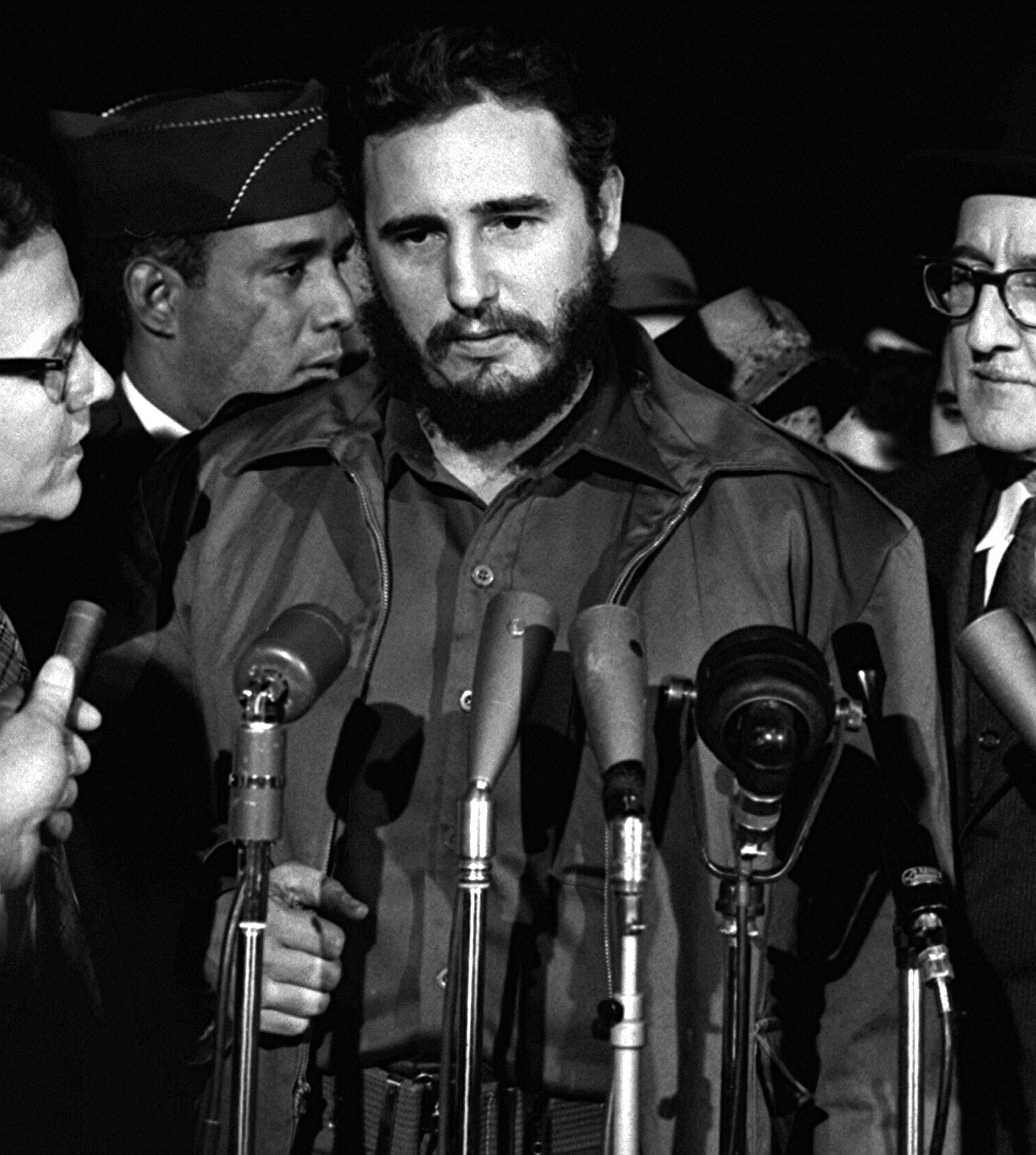
Llegada de Fidel Castro a la Terminal MATS en Washington D. C. el 15 de abril de 1959

A medida que las expropiaciones continuaron, las restricciones comerciales en Cuba aumentaron. Los EE. UU. dejaron de comprar azúcar cubano y dejaron de vender petróleo, creando un grave impacto sobre la economía de la isla. En marzo de 1960 las tensiones aumentaron cuando la bodega del vapor La Coubre estalló en el puerto de La Habana, matando 101 personas. Fidel Castro culpó a los Estados Unidos y comparó el incidente al hundimiento del USS Maine (ACR-1). Mientras el gobierno estadounidense negó cualquier participación.
El mismo mes, el presidente Dwight D. Eisenhower autorizó en secreto a la Agencia Central de Inteligencia para organizar, entrenar, y equipar a emigrados cubanos como guerrilla para derrocar a Castro. En septiembre durante una manifestación anticastrista en Nueva York grupos fidelistas dispararon contra los manifestantes y Francisco Molina, alias "Pancho el Gancho" asesinó a la niña venezolana Magdalena Urdaneta, este regresaría a Cuba en donde sería recibido como un héroe.
El 19 de octubre de 1960 el Gobierno de EE. UU. prohibió toda exportación a Cuba. Esto sirvió de pretexto para estrechar aún más las relaciones comerciales con la Unión Soviética, suprimiendo EE. UU. cualquier representación diplomática. Posteriormente, los diplomáticos estadounidenses Edwin L. Sweet y William G. Friedmande fueron arrestados y expulsados de la isla con cargos de apoyar actos de terrorismo, conceder asilo ilícitamente, financiar publicaciones subversivas y comerciar con armas de contrabando.

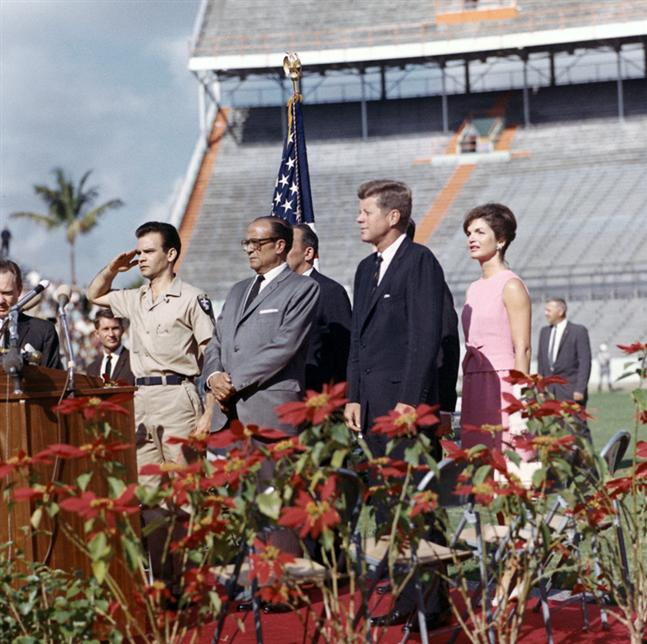
De izquierda a derecha: Robert King High, Manuel Artime, José Miró Cardona, John F. Kennedy y Jacqueline Kennedy Onassis.

El 3 de enero de 1961 se rompen relaciones diplomáticas, y la Policía Nacional Revolucionaria de Cuba arresta al tesorero de la embajada estadounidense, Stewart H. Adams.
Cuba repelió una invasión armada de alrededor de 1500 exiliados cubanos entrenados por la CIA en la bahía de Cochinos. La asunción por parte del presidente John F. Kennedy de toda la responsabilidad de la operación, provocó una reacción popular contra los invasores, demostrando ser otra baza para la imagen del gobierno cubano.
Los EE. UU. comenzaron la formulación de nuevos planes dirigidos a derrocar al régimen cubano. Estas actividades eran conocidas como "The Cuban Project" (también conocido como Operación Mangosta). Pretendía ser un programa coordinado de sabotajes, guerra psicológica y acciones militares, implicando operaciones de inteligencia así como tentativas de asesinato contra los gobernantes. La operación Mangosta proponía atacar objetivos de los EE. UU. en la isla, secuestros y asaltos en los barcos cubanos y favorecer las acciones militares contra el gobierno cubano. Estas propuestas eran conocidas como "Operación Northwoods".
Un informe secreto del Comité de Inteligencia del Senado de los EE. UU. confirmó más tarde ocho intentos de matar a Castro entre 1960 y 1965, así como planes adicionales contra otros líderes cubanos. Tras el desgaste por el fracaso de la invasión de Bahía de Cochinos, Cuba observaba como fuerzas armadas los EE. UU. efectuaron una invasión falsa de una isla del Caribe en 1962 llamada Operación Ortsac. El propósito de la invasión era derrocar a un líder de nombre Ortsac (Castro al revés). Castro pronto se convenció de que los EE. UU. planeaban una inminente invasión de Cuba lo que llevó a un despliegue militar en la isla. Las tensiones entre las dos naciones alcanzaron su punto álgido en 1962, después de que un avión de reconocimiento de los EE. UU. fotografió la instalación soviética de misiles de alcance medio. El descubrimiento condujo a la Crisis de los Misiles.

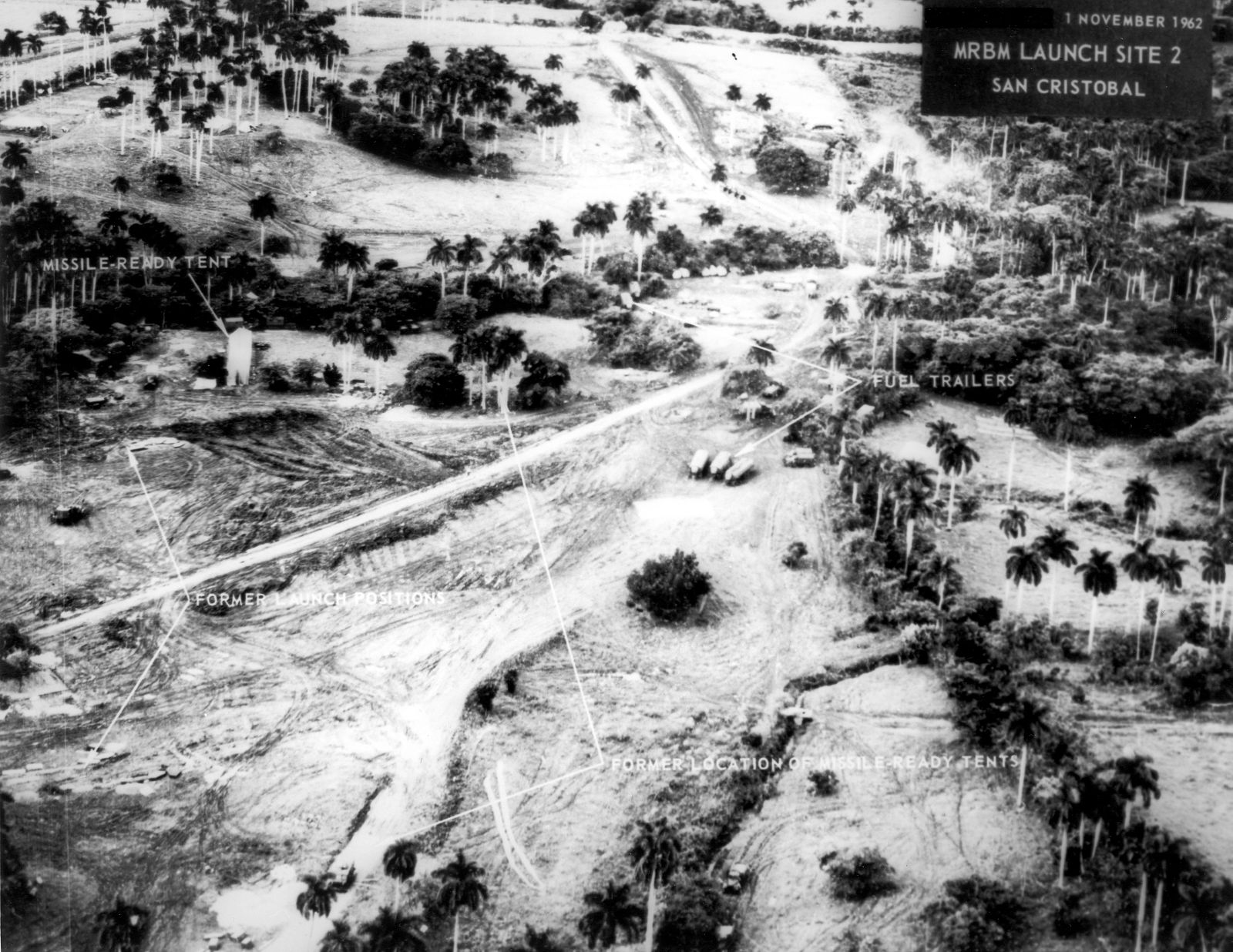
Lugar de instalación de los misiles, noviembre de 1962

Las relaciones comerciales también se deterioraron en igual grado. En 1962, el presidente John F. Kennedy amplió las restricciones comerciales parciales impuestas tras la revolución por Eisenhower a todo el comercio con Cuba, a excepción de la venta no subvencionada de alimentos y de medicinas. Un año más tarde los viajes y las transacciones financieras de los ciudadanos de los EE. UU. a Cuba fueron prohibidas. Los Estados Unidos impusieron un embargo contra Cuba que, con variaciones, permanece hoy en día.
El gobierno de Cuba fue expulsado de la Organización de los Estados Americanos por entrenar, financiar, armar e infiltrar grupos guerrilleros en Venezuela. También entrenó, financió y brindó ayuda a grupos armados en Colombia, Perú, Nicaragua, El Salvador, Uruguay y Guatemala, entre otros. Envió tropas regulares a Angola, Mozambique, Etiopía y Nicaragua. Asesores militares cubanos estuvieron también en Viet-Nam, Camboya y Laos.
Las relaciones comenzaron a enfriarse durante el mandato del presidente Lyndon B. Johnson y continuaron así durante la siguiente década y media. En 1964 Fidel Castro envió un mensaje que animaba a Johnson al diálogo. Escribió:

Deseo seriamente que Cuba y los Estados Unidos puedan eventualmente respetar y discutir nuestras diferencias. Creo que no hay zonas de enfrentamiento entre nosotros que no puedan ser discutidas y resueltas en un clima de mutuo entendimiento. Creo que esta hostilidad entre Cuba y los Estados Unidos es tanto innatural como innecesaria y puede ser eliminada.

Después de los incidentes de Leyla Express y Johnny Express Estados Unidos ordenó a todas sus fuerzas navales y aéreas en la región que acudieran en ayuda de cualquier barco que fuera atacado por buques cubanos. A finales de los años 1960 y principios de los 1970 se dio un periodo de secuestros de aviones entre ambas naciones, lo que les llevó a cooperar. En 1974, funcionarios de EE. UU. comenzaron a visitar la isla. Tres años más tarde, durante la administración de Jimmy Carter, los EE. UU. y la Cuba abrieron simultáneamente secciones de los intereses en su capitales y se inició El Diálogo entre exiliados cubanos en Estados Unidos y el gobierno de Fidel Castro, que resultó en la liberación de prisioneros políticos.
En 1981, la nueva administración del presidente Ronald Reagan restituyó la política más hostil contra Cuba desde la invasión de Bahía de Cochinos. En esos momentos Castro tenía tropas en al menos tres países de África, asesores militares en Nicaragua y El Salvador, y estaba incrementando su presencia en la pequeña isla de Granada. Existía un espíritu triunfalista en la cúpula del régimen en Cuba, que habían llegado a la conclusión de que Estados Unidos estaba en franca retirada en todo el mundo, especialmente por las políticas desastrosas de Jimmy Carter. La administración Reagan anunció un ajuste del embargo. Los EE. UU. también restablecieron la prohibición de viajar, prohibiendo a ciudadanos de los EE. UU. gastar dinero en Cuba. La prohibición fue aumentada más adelante para incluir a los oficiales del gobierno cubanos o a sus representantes que visitaban los EE. UU., que por cierto eran numerosos. En 1985 Radio Martí, respaldada por el gobierno de Estados Unidos comenzó a difundir noticias e información desde los EE. UU. a Cuba.

### Sanciones económicas contra Cuba
El embargo de muchos años impuesto por EE. UU. fue reforzado en octubre de 1992 por el Acta para la Democracia Cubana (la "Ley Torricelli") y en 1996 por el Acta por la Libertad y Democracia Cubana (conocida como Ley Helms-Burton). El Acta de 1992 prohibía a las compañías estadounidenses comerciar con Cuba, viajar a Cuba de los ciudadanos de los EE. UU., y el envío de remesas a familiares en Cuba. La Ley Helms-Burton establecía, entre otras cosas, que cualquier compañía no-estadounidense que "comerciase con propiedades cubanas confiscadas sin compensación de un ciudadano de Estados Unidos" puede ser susceptible de demanda y que a los ejecutivos de la compañía se le podría vetar la entrada en los Estados Unidos. En la práctica, esto afectaba a cualquier transacción con Cuba, puesto que todo de cierta manera está conectado con algo que fue confiscado a finales de los años 1950. Las sanciones se pueden también aplicar a las compañías no-estadounidenses que negocian con Cuba. Por ello, las compañías multinacionales tienen que elegir entre Cuba y los EE. UU., un mercado mucho más grande. Esta restricción también se aplica al tráfico marítimo, como que las naves que atracan en los puertos cubanos no pueden atracar en los puertos de los EE. UU. durante seis meses. El 10 de octubre de 2006 los Estados Unidos anunciaron la creación de una sección compuesta de funcionarios de varias agencias de los EE. UU. que perseguirían más agresivamente a los violadores del embargo comercial de los EE. UU. contra Cuba, con penas tan severas como 10 años de prisión y centenares de dólares en multas para los que vulneren el embargo.

### Relaciones recientes
En el nuevo milenio, las esperanzas de entendimiento aumentaron en ambos países por un nuevo período de mayor comprensión. En la Cumbre del Milenio de Naciones Unidas en septiembre de 2000, Fidel Castro y el presidente de los EE. UU. Bill Clinton conversaron brevemente en una sesión de la foto del grupo y se chocaron las manos. El secretario general de Naciones Unidas Kofi Annan comentó luego "que un presidente de los EE. UU. y un presidente cubano se den un apretón de manos primera vez después de 40 años creo que es un logro simbólico importante”. Mientras que Castro dijo que era un gesto de "dignidad y cortesía", la Casa Blanca negó que el encuentro tuviese alguna significación. En noviembre de 2001 las compañías de los EE. UU. comenzaron a vender alimentos al país por primera vez puesto que Washington impuso el embargo comercial después de la revolución, y en el año siguiente, el presidente Jimmy Carter fue el político de más alto perfil de los EE. UU. invitado a Cuba desde la revolución cubana.

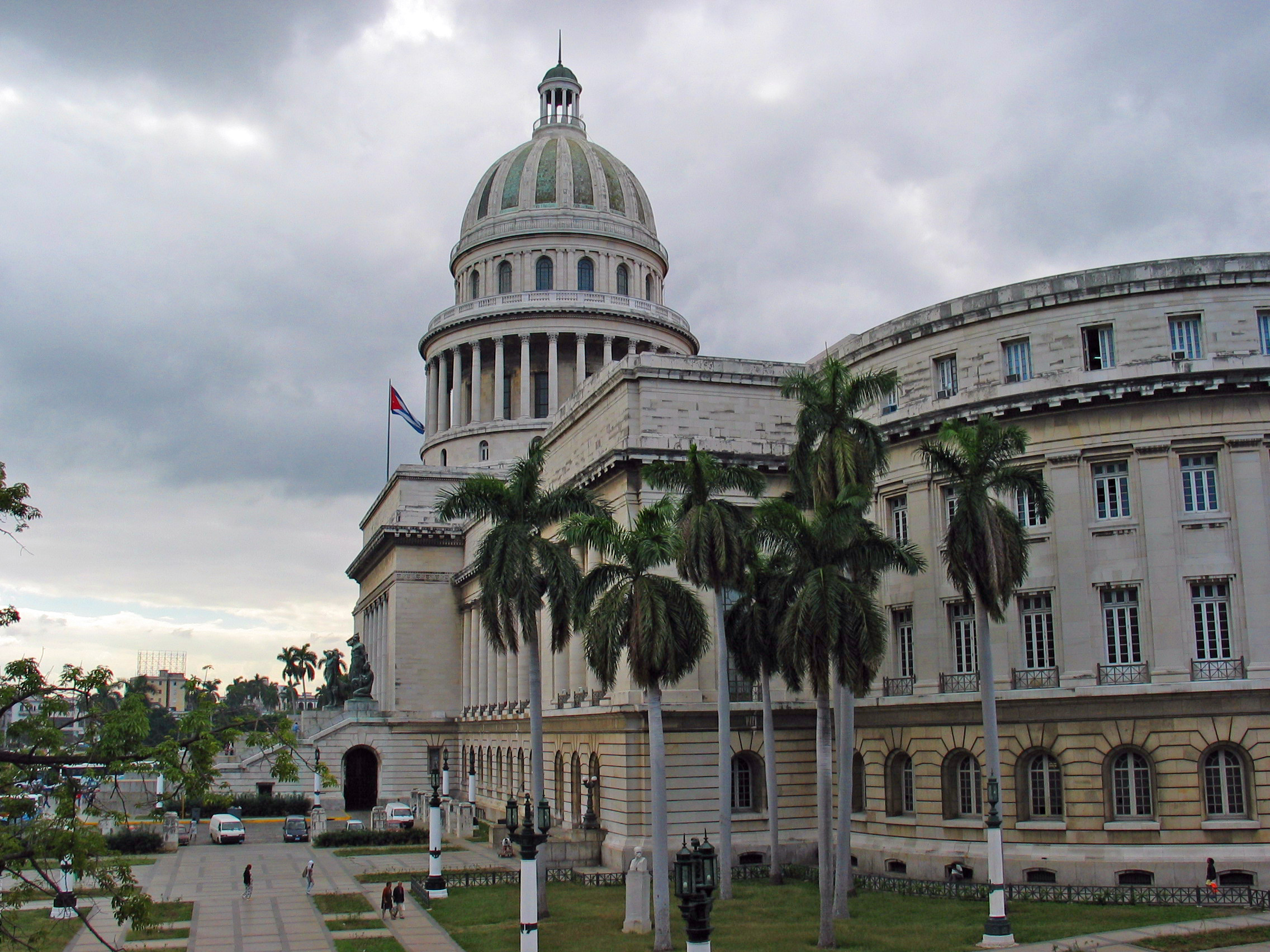
Capitolio de La Habana, construido en 1929 imitando el Capitolio de los Estados Unidos en Washington D. C.

Las relaciones se deterioraron otra vez tras la elección de George W. Bush. Bush declaró a Cuba en uno de los "puestos avanzados de la tiranía" restante en el mundo, y su subsecretario adjunto al Departamento de Estado de los Estados Unidos, John Bolton, acusó a Cuba de mantener un programa de armas biológicas. Muchos en los Estados Unidos, incluyendo al expresidente Carter, expresaron dudas sobre la acusación. Más adelante, Bolton fue criticado por sus subordinados que cuestionaban la calidad de la información de inteligencia que John Bolton había utilizado como base para su acusación. Bolton identificó el gobierno de Castro como parte del "Eje del Mal" en América, destacando el hecho de que el líder cubano visitó a varios enemigos de los EE. UU., incluyendo Libia, Irán y Siria. Cuba también fue identificada como un Estado Patrocinador del Terrorismo por el Departamento de Estado de EE. UU. El gobierno cubano niega la acusación, y en varias ocasiones ha acusado a los EE. UU. de patrocinar y apoyar el terrorismo de Estado contra Cuba.
En enero de 2006, la Oficina de Intereses de los EE. UU. en La Habana comenzó a exhibir mensajes en movimiento en un cartel electrónico en las ventanas de su planta superior. Tras una manifestación organizada por el régimen castrista, el gobierno cubano erigió una gran cantidad de postes, portando una sola estrella blanca, oscureciendo los mensajes.
El 8 de septiembre de 2006, fue revelado que por lo menos diez periodistas del sur de Florida recibieron pagos regulares del gobierno de los EE. UU. para los programas sobre Radio Martí y TV Martí, dos emisoras que tenían como objetivo minar la imagen del gobierno cubano. Los pagos sumaron millares de dólares a lo largo varios años. Los mejor pagados eran reporteros veterano y un contribuidor independiente de El Nuevo Herald, el periódico en español publicado por el Miami Herald. El gobierno cubano ha afirmado repetidamente que algunos periodistas en español del sur de Florida estaban en nómina del gobierno federal.
El 12 de septiembre de 2006, los Estados Unidos anunciaron que habían creado un comisión de trabajo entre cinco agencias para supervisar la situación de Cuba y para desarrollar las políticas de los EE. UU. hacia la isla. Los grupos, algunos de los cuales trabajaban en fijar posibles escenarios de guerra, tras el aviso del 31 de julio de que el líder cubano había cedido temporalmente el poder a causa de una enfermedad a una dirección colectiva dirigida por su hermano Raúl. Los funcionarios de los EE. UU. afirmaron que tres de los grupos creados recientemente por el Departamento de Estado están dirigidos a: acciones diplomáticas; comunicaciones estratégicas y promoción democrática. Otro que coordinaba la ayuda humanitaria a Cuba está dirigida por el Departamento del Comercio, y un quinto, en asuntos de inmigración, está coordinado por el Consejo de Seguridad Nacional y el Departamento de Seguridad del Estado.
Recientemente, interventores del Congreso de los EE.UU. han acusado a la agencia USAID de no administrar correctamente para la argumentada promoción de los derechos humanos. Afirmaban que USAID había canalizado 10 millones de dólares a través de los grupos del exilio en Miami, que eran cuentas cuestionables, a veces derrochadoras o cuestionables. El informe decía que las organizaciones habían enviado a Cuba artículos tales como abrigos de cachemir o bombones de chocolate. El informe concluía que había un 30% de grupos del exilio que recibían concesiones de USAID con cuentas de gastos cuestionables.
Fabio Leite, director de la Oficina de Radiocomunicaciones de la Unión Internacional de Telecomunicaciones (UIT), ha condenado las transmisiones de radio y de televisión a Cuba por parte de los Estados Unidos como ilegales e inadmisibles y más considerando que se diseñan para fomentar la subversión interna en la isla. El director acentuó que este ataque constante de los EE. UU. está violando las regulaciones de la UIT, que estipulan que las transmisiones de radio dentro de la difusión comercial en onda media, frecuencia modulada o televisión debe ser concebida para un servicio nacional de buena calidad dentro de los límites jurisdiccionales del país.
En 2009 Barack Obama, asume la presidencia de los Estados Unidos, apenas un año después de que Raúl Castro fuera elegido por el parlamento cubano como nuevo presidente del país, luego de más de 40 años de jefatura de Fidel. Raúl, desde su investidura, anunció cambios en el país en todos los ámbitos que se han llevado a cabo parcialmente. Obama antes de la Cumbre de las Américas celebrada en Trinidad y Tobago, cumplió su promesa electoral de retirar las sanciones contra las relaciones familiares, impuestas por Bush. En esta cita regional prometió un nuevo comienzo con Cuba y la mejora gradual de las relaciones. Las cuales comenzaron a mejorar con la disminución de la retórica amenazante desde ambos lados del estrecho de la Florida, luego se retomaron las conversaciones sobre migración y correo directo entre los dos países. Cuba ha propuesto una "Agenda de Diálogo", que incluye temas como el embargo, presos políticos, relaciones económicas, etc.

### Restablecimiento de las relaciones

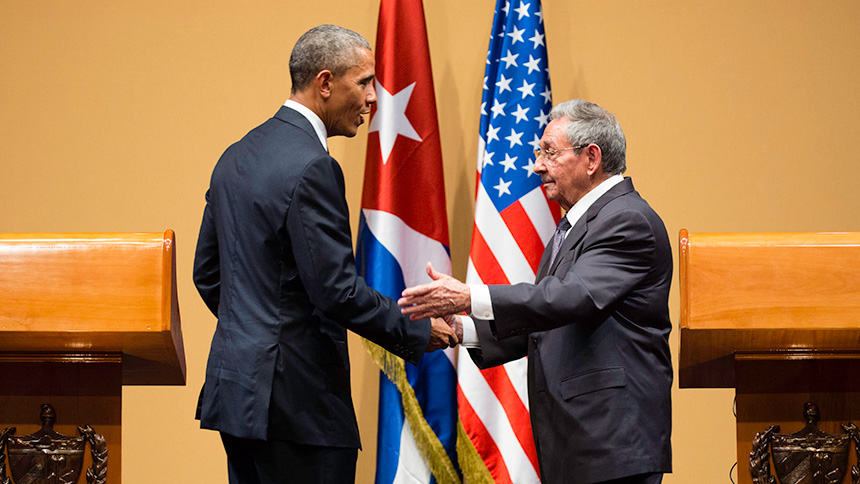
El Presidente Barack Obama y Raúl Castro en su conferencia de prensa conjunta en La Habana.

El 17 de diciembre de 2014 Estados Unidos y Cuba luego de un diálogo entre los representantes de ambas naciones, Barack Obama de Estados Unidos y Raúl Castro de Cuba, anunciaron que comenzarán conversaciones para restablecer las relaciones diplomáticas que han estado interrumpidas durante más de medio siglo. La declaración contiene 13 puntos sobre el establecimiento de relaciones diplomáticas, temas económicos, viajes, comunicaciones, frontera marítima y derechos humanos. Además, Obama recordó que Estados Unidos ya mantiene relaciones con China y con Vietnam aunque enfatizó que no se hace esperanzas sobre la democracia en la isla.
Tanto Barack Obama como Raúl Castro agradecieron al papa Francisco por haber intermediado: el pontífice les escribió a ambos para que terminaran con las relaciones frías y fomentaran el diálogo. La carta de Francisco dio inicio a negociaciones secretas en Canadá en las que el Estado del Vaticano fue el único mediador interviniente; esas conversaciones fructificaron en octubre con un principio de acuerdo suscrito en la Ciudad del Vaticano, luego de reuniones en las que intervino directamente el secretario de Estado, cardenal Pietro Parolin, y el propio papa que recibió en privado a ambas delegaciones.
Ambos países intercambiaron prisioneros. Cuba liberó a Rolando Saraff Trujillo, que llevaba 19 años en prisión por espionaje, y 'por razones humanitarias' al preso estadounidense Alan Gross condenado a 15 años de privación de libertad por 'acciones contra la integridad territorial del estado' y Estados Unidos a tres presos cubanos hallados culpables en 2001 de conspirar y operar como agentes extranjeros sin comunicarlo al gobierno de los Estados Unidos. El 12 de enero de 2015 Cuba liberó a 53 prisioneros, como parte del acuerdo histórico anunciado entre Washington y La Habana. Varias organizaciones de derechos humanos denunciaron que los opositores habían sido encarcelados por el gobierno cubano por ejercer las libertades protegidas a nivel internacional o por buscar reformas políticas y sociales en Cuba.
El 16 de junio de 2017, en un discurso pronunciado en Miami, el nuevo presidente de los Estados Unidos, Donald Trump, anuncia un cambio de política hacía Cuba "con efecto inmediato", dando así marcha atrás al restablecimiento de las relaciones diplomáticas y haciendo énfasis en mantener el embargo económico contra la isla. El 20 de enero de 2021 Joe Biden toma posesión como presidente de Estados Unidos, y uno de los puntos de su programa es revertir la política de Trump hacia Cuba y regresar al punto en donde lo dejó Obama.

## Bahía de Guantánamo

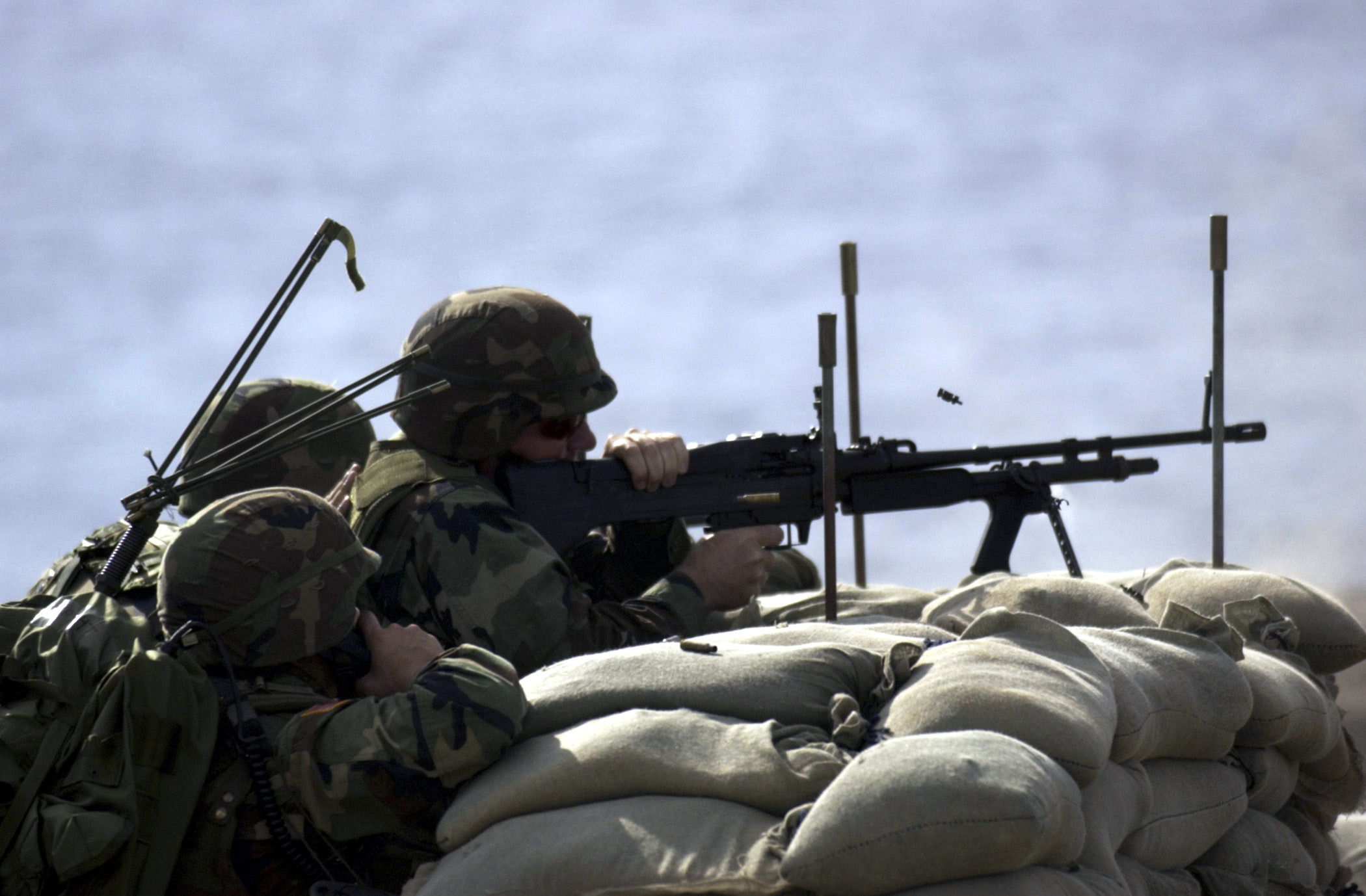
Marines de los Estados Unidos durante unas prácticas en la base naval de la bahía de Guantánamo.

Los EE. UU. continúan poseyendo una base naval en la bahía de Guantánamo. Fue arrendada a Cuba y solamente el acuerdo mutuo o el abandono de los EE. UU. del área puede terminar el arrendamiento. Los EE. UU. pagan a Cuba anualmente su arrendamiento, pero Cuba no acepta el pago. La presencia de los EE. UU. en Guantánamo permanece contra la voluntad del gobierno cubano y la considera una ocupación ilegal del área. El gobierno cubano ha denunciado el tratado con los argumentos de que viola el artículo 52, titulado "Coerción de un Estado por la amenaza o uso de la fuerza", de la Convención de Viena sobre el Derecho de los Tratados. Sin embargo, el artículo 4, titulado "Irretroactividad de la presente Convención" del mismo documento se dice que la Convención de Viena, no podrá ser aplicada retroactivamente a los tratados antes de la fecha que fue firmada.
La adquisición de la bahía de Guantánamo formaba parte de la Enmienda Platt, como condición para el retiro de las tropas de Estados Unidos restantes en Cuba desde la guerra hispano-estadounidense.